# 山本尚史
ヨシ・タツ(山本 尚史   やまもと なおふみ、1977年8月1日 - ）は、日本の男性プロレスラー。岐阜県岐阜市出身。現在はヨシ・タツのリングネームで活動している。WWE所属時代はギミック上、東京都出身という設定になっていた。血液型AB型。ユニットはTEAM 2000Xに所属している。

## 来歴

### 新日本プロレス
父が4人兄弟の末っ子としてお寺の住職の祖父の元に生まれた。末っ子の父以外の親戚が皆、お寺で、そんな環境で育ったため山本は読経ができる。山本と妹以外の親戚は少年期に皆、得度を完了しているが、幼少期に坊主頭にするのが嫌で山本は得度を拒んでいた。
プロレスファンとしては長州力、グレート・ムタ、アントニオ猪木が好きであった。国士舘大学時代、レスリング部に1年間所属し、正道会館東京本部でキックボクシング、フリースタイル柔術など経験。2002年3月に新日本プロレスへ入門。同期に中邑真輔、田口隆祐、長尾浩志、後藤洋央紀がいる。
アメリカに渡り、新日本プロレス・ロサンゼルス道場で修行後、同年10月12日に後楽園ホールの井上亘戦でデビュー。2004年と2005年には第9回、第10回ヤングライオン杯に連続参加。優勝は逃すが、積極的な試合内容でヤングライオンの年間ベストバウト賞と高い評価を獲得する。当時の必殺技は後藤達俊直伝のバックドロップ。2005年にはボクシングプロテストを受けることが発表されたが、海外遠征のため辞退した。
2005年頃、山本は来る日も来る日も長州の入場曲として有名な『パワーホール』で入場し、藤波辰爾とのシングルマッチも経験した。同年、久喜大会では中西学とのタッグで長州&飯塚高史組と対戦し、長州からピンフォールを奪っている。憧れのレスラーからの勝利に山本は「夢の中にいるようだった」とのちに述懐している。その年、草間政一が社長に就任した際に広報として採用された女性とのちに結婚する。
2006年、所属レスラーの大量離脱に伴い、ヤングライオンであるにもかかわらず、永田裕志とタッグを組んでIWGPタッグ暫定王者トーナメントへ参戦するも敗退。ZERO1-MAXに所属する崔領二との抗争など第一線の試合での起用が増えるようになる。同年8月にG1 CLIMAXに初出場を果たすも、リーグ戦全敗を喫した。
2007年の埼玉・本川越ペペホールアトラス大会ではプランチャーを失敗して頭から転落し、右腕を骨折した。頸椎も負傷し、一時的な麻痺によりその際は右腕が上がらなくなり、4ヶ月の欠場を余儀なくされた
前述の広報の女性とは、2007年頃に交際を開始したが、社内恋愛なので、交際開始当時の社長であった菅林直樹に相談した。2007年11月、無期限の海外遠征に出発。交際の報告時期と遠征出発の時期が近かったため、菅林社長からも「発表は遠征から帰ってからにしておこう」とその時点での交際の事実の公表は控えるように助言された。WWEの傘下団体であるFCWに入団し、ミスター・ヤマモト（Mr. Yamamoto）のリングネームで活動を開始する。本来、山本に入団の見込みはなかったが、FCWのオーナーのスティーブ・カーンとタイガー服部が旧知の仲であったことからFCWとの縁があり、さらに当時のWWE副社長ジョニー・エースがデビュー前にトレーニングのコーチをしていたのがそのスティーブ・カーンであったことから自分の師に頼まれたジョニー・エースも、特例で山本のFCW入団を認めた。
訪米初日、タイガー服部はスティーブ・マディソンというレスラーに山本が寝泊まりする場所を手配して道場への通い方について教えるように指示したが、このマディソンは悪い男であり、初日早々「ガールフレンドと一緒に住んでいるからお前は泊められない。自分で住むところを探しな」とタイガー服部からの依頼を放棄した。現地で使える携帯電話すら持っておらず途方に暮れていた中、高級車に乗っていたテッド・デビアス・ジュニアが通りかかって助けてくれた。デビアス・ジュニアはノア参戦時に日本の現地の人に世話になったため、今度は自分が日本人のレスラーの世話をする番だと思って助けてくれたのである。デビアス・ジュニアの家にはもう1人ルームメイトがいたが、そのルームメイトは「英語も話せないアジア人」と山本を差別的に見て毛嫌いしていた。翌日、デビアス・ジュニアは道場で事の顛末をカーンに報告したが、問題のマディソンとは連絡がつかず、マディソンはそのまま道場に来なくなった。
2月4日のFCWデビュー戦では謎の日本人ギミックのマスクマンであるイチバンに連れられて登場し、デリック・リンカーンと2対1でのハンディキャップマッチを行い勝利した。2008年1月から2月にはFCW南部ヘビー級王座挑戦権争奪バトルロイヤルやロイヤルランブルマッチに出場する待遇を得るも挑戦権を得る事ができなかった。

### WWE

#### 2008年
2008年2月、新日本プロレスとの契約を更新せず退団。フリーとなり、4月にWWEのトライアウトに挑んで合格し、9月にはビザを取得した事を機にディベロップメント契約を交わして入団したことを発表した。引き続き傘下団体であるFCWにてトレーニングに励み、タイトルマッチには無縁ではあったもののレギュラーとして出場機会が多く、11月にはリングネームをヤマモト（Yamamoto）へとマイナーチェンジ。

#### 2009年
2009年1月、リングネームを父親の名前である芳龍（よしたつ）から肖ってヨシタツ（Yoshitatsu）へと変更。6月30日、WWEに昇格してリングネームをヨシ・タツ（Yoshi Tatsu）へとマイナーチェンジし、ECWにてデビューを果たす。ヨシ・タツを相手にせず挑発ばかりしていたシェルトン・ベンジャミンに対してハイキックを一撃で決めて勝利を収めた。7月9日のECWではベンジャミンと再戦するもリベンジされてしまった。以降、FCWとECWを行き来しながらもポール・バーチルやウィリアム・リーガルなどを相手に勝利を収めている。
9月15日、ECWにて6月13日に逝去した三沢光晴への敬意を表してエメラルドグリーンのタイツを着用。対戦相手のザック・ライダーに三沢の得意技であったローリング・エルボーを見舞い、実況であるマット・ストライカーは名前は出さなかったもののヨシ・タツが憧れたヒーローのオマージュを披露したと解説した。
ECW内でのスキットではタッグを組む事が多かったゴールダストから英語や西洋文化を学んだり、逆にゴールダストに日本語などを教え合った。実況からはECW版おかしな二人などと呼ばれた。
10月20日、ECWにてクリスチャンが保持するECW王座への挑戦権を懸けてザック・ライダーと対戦して勝利し、正式にECW王座挑戦権を獲得した。10月27日、ECW王者のクリスチャンに初挑戦するも王座を奪取するに至らなかった。この試合はWWEが実施したWWEユニバースが選ぶ2009年度のベストマッチ25にて22位にランクイン。ECWでは第2位であった。
12月14日、RAWにてデビューする。ジョン・モリソン & マーク・ヘンリーと組み、ザ・ミズ & ドリュー・マッキンタイア & ザック・ライダーと6人制タッグマッチで対戦。ザック・ライダーから右ハイキックでピンフォールを奪い、RAWデビュー戦を自らの勝利で飾った。

#### 2010年
2010年1月12日、ECWにてECW王座挑戦権を賭けたECWホームカミング・フィナーレ・バトルロイヤルに出場するも勝利を逃した。
1月19日、ECW放送終了後に公式サイトにおいて、1月31日のPPVであるRoyal Rumble 2010への出場が正式に発表され、デビュー後初のPPV出場が決定した。ロイヤルランブルマッチへの日本人レスラーの出場は史上7人目であり、21番目に登場するが30秒足らずでジョン・シナに脱落させられた。
2月16日、ECWの番組最終回において、ザ・ミズ & ビッグ・ショーが保持する統一タッグチーム王座に挑戦するも、王座を奪取するに至らなかった。ECWの番組終了に伴い、2月22日よりRAWに移籍した。
3月28日、年間最大のPPVであるWrestleMania 26にて、放送中継の間に行われたダーク・マッチによる26人バトルロイヤルに出場して優勝を果たした。WWEのバトルロイヤルで日本人が優勝したのは、1984年7月にマディソン・スクエア・ガーデン大会において行われた試合に出場したアントニオ猪木以来、約25年9か月ぶりの快挙であった。また、日本人レスラーのWrestleManiaでの勝利は曙以来5年ぶり史上6人目であった。
8月20日、21日に両国国技館で行われたRAW Summer Slamツアー日本公演に出場するため凱旋帰国を果たした。20日にクリス・ジェリコとのシングルマッチを行い敗戦するが、21日にはジョン・シナと組んでのクリス・ジェリコ & シェイマスとのタッグマッチでパートナーであるジョン・シナをアシストして勝利し、ジェリコから雪辱を果たした。

#### 2011年
2011年、追加ドラフトによりSmackDown!に移籍。また、新人発掘番組であるNXTシーズン5にてルーキーであるバイロン・サクストンを担当するプロとして登場した。NXTではマリースを巡ってルーキーのラッキー・キャノンと抗争。その際にバイロン・サクストンを相手にしなかった事が原因となって怒ったサクストンとも抗争する羽目になってしまい、師弟関係は崩壊。サクストンも早々と脱落してしまった。
サクストン脱落後、ラッキー・キャノンを担当するプロであるタイソン・キッドにバックステージのロッカーにて勝利を祈る自身のフィギュア、ミニ・ヨシを破壊された挙句、パーツを盗まれる挑発を受けたことから抗争を開始。抗争中、ミニ・ヨシの脚部パーツをかけてNXTでは初となるポールマッチで対戦して勝利したものの、試合終了後にキッドから襲撃を受けて足を負傷したというアングルが組まれ欠場。
以降、タイソン・キッドが試合に出場している最中、もしくは試合終了後に「誇り」という文字がタイタントロンに唐突に映し出されるようになる。そして9月6日に「日本に生まれたことを誇りたい」と書かれた黒のロングタイツなど忍者風の黒を基調とした衣装を着用し、顔の左半分に歌舞伎の隈取風の白塗りのうえ、頬に『誇』という一文字を入れた独特のフェイスペイントを施して復帰を果たし、タイソン・キッドと対戦して勝利した。
タイソン・キッドとの抗争後、トレント・バレッタとタッグを組んでタイラー・レックス & カート・ホーキンスとNXTで抗争。前座番組であるSuperstarsではジンダー・マハルと短期抗争を展開。

#### 2012年 - 2014年
2012年、SmackDown!に出場する機会があったもののジョバーという形が多かった。8月9日、10日の両日には両国国技館にて行われたSmackDown!ハウスショーに出場するため凱旋帰国を果たし、9日はレイ・ミステリオ & ザック・ライダーと組んでプリモ & エピコ & ジャック・スワガーと対戦して勝利。10日にはレイ・ミステリオ & ランディ・オートンと組んでプリモ & エピコ & ジョン・ロウリネイティスと対戦して勝利した。アメリカに戻ってから依然としてジョバーとしての立ち位置に甘んじた。
2013年1月23日、初代NXTタッグ王者決定トーナメントにパーシー・ワトソンとのタッグでエントリーするが、1回戦でワイアット・ファミリー（ルーク・ハーパー & エリック・ローワン）と対戦するが敗戦した。4月4日、WrestleMania Axxessにてエゼキエル・ジャクソンとタッグを組み、フニコ & カマーチョを相手に勝利した。
7月4日、5日に両国国技館で行われたWWE Liveにて凱旋帰国し、4日にグレート・カリと組んでプリモ & エピコと対戦して勝利し、5日にはウェイド・バレットと対戦して勝利した。
2014年、NXTでの出場が中心となるも若手レスラー達の踏み台として敗戦が続いた。4月6日、WrestleMania 30にてアンドレ・ザ・ジャイアント・メモリアルトロフィー・バトルロイヤルに出場するが一番目に脱落。
5月8日、NXTにてNXT王座挑戦権争奪バトルロイヤルに出場。「ヨシ・タツ!」チャントが鳴り響き、終盤近くまで残ったがボー・ダラスにより敗退させられた。
6月12日、WWEから解雇となった。

### インディー団体
WWE解雇後、2014年7月よりフロリダを拠点とするインディー団体、アイ・ビリーブ・イン・レスリング（I Believe in Wrestling）の主宰者であるラリー・ズビスコとスコット・ホールが共同運営しているチーム・ビジョン・ドージョーにてトレーニングを開始。同月29日、アイ・ビリーブ・イン・レスリングのイベントであるBELIEVE 77にて、FCW時代に使用していたリングネームであるヤマモト（Yamamoto）名義でチェイスン・ランス、女子レスラーのブリタニーと組んでジャスティン・マイケルズ & レオ・ブライエン & マイク・パトリックと6人制タッグマッチを行い勝利した。
8月3日、BELIEVE 78ではジョシュ・ヘスとシングルマッチを行い勝利している。8月16日、BELIEVE 79にてSCWフロリダヘビー級王座を保持するアーロン・エピックに挑戦して勝利し、ベルトを奪取。プロレスラーとなってからキャリア初のタイトルを戴冠した。翌17日のBELIEVE 80ではチコ・アダムスと防衛戦を行い勝利した。同月29日、SCW南部ヘビー級王座を獲得。翌30日、BELIEVE 82にてTNAやFIP、EVOLVEに参戦した経験のあるリンス・ドラドを相手にSCWフロリダヘビー級王座防衛戦を行い勝利している。
9月9日、ペンシルベニア州フィラデルフィアを拠点とする団体であるCHIKARAに参戦する事が発表された。9月20日、King of Trios 2014にてアシュリー・レミントンと対戦するが、試合開始から苦言を呈するゲスト解説のフアン・フランシスコ・デ・コロナドが我慢できずに試合途中に乱入して強襲。この介入に憤怒してコロナドにハイキックを見舞いリングから追い出した。そしてレミントンからお礼にとフルーツの盛り合わせを渡され両者手を取り合いノーサイドで終了となった。同月26日、フロリダを拠点とするPWR（Pro Wrestling RIOT）に参戦。PWR王座を保持するリット・ギディンスに挑戦して勝利し、王座を奪取した。
10月4日、BELIEVE 86にてチェイスン・ランスと自身が保持するSCWフロリダヘビー級王座とランスが保持するFIPフロリダヘリテイジ王座を賭けたダブルタイトルマッチに挑んで勝利し、FIPフロリダヘリテイジ王座を奪取したとされる。

### 新日本プロレス復帰
2014年10月13日、新日本プロレスのPPV、KING OF PRO-WRESTLINGにて7年ぶりに凱旋を果たす。この日のメインイベントとして行われていたAJスタイルズ vs 棚橋弘至によるIWGPヘビー級王座戦にて試合途中に窮地に追い込まれたAJスタイルズを救出せんと介入したジェフ・ジャレットに対してリング内へと乱入し撃退。自身も棚橋のベルト奪取となるサポートをした。今後についてリングネームをFCW時代に使用したヨシタツを使う意向を示した。ヨシタツは自身のTwitterにてBHと記してあるパーカーを身にまとった姿を公開し、「自分自身でバレットクラブを壊滅させる!」と公言した。
11月8日、PPVであるPOWER STRUGGLEにてAJスタイルズと対戦、ヨシタツもコーナーからのニールキックなどで見せ場を作るが、ジャレットの介入により邪魔された際に隙を突かれ、最後はAJのスタイルズクラッシュを喰らい首を負傷、結局新日本プロレス復帰第一戦目を勝利で飾る事ができなかった。11月22日、WORLD TAG LEAGUEにて棚橋と組んで出場。開幕戦にてオカダ・カズチカ & YOSHI-HASHIと対戦するもオカダからレッドインクを決められ、敗戦。試合後のインタビューでヨシタツは、「AJスタイルズとの試合で首の負傷をしていただけに今日のオカダのレッドインクはスペシャル。でも自身が万全の状態なら、あれはノットスペシャル。」と強気のコメントをしながらも首の負傷が原因となり、全戦欠場することが決定した。ヨシタツは25日に精密検査を受けたところ、首の二箇所を骨折していたことが判明した。

#### 2015年
2015年6月15日、チーム・ビジョン・ドージョーで行われたトレーニングセッションで故障から約半年ぶりに復帰を果たし、チェイスン・ランスと基礎練習を行った。

#### 2016年

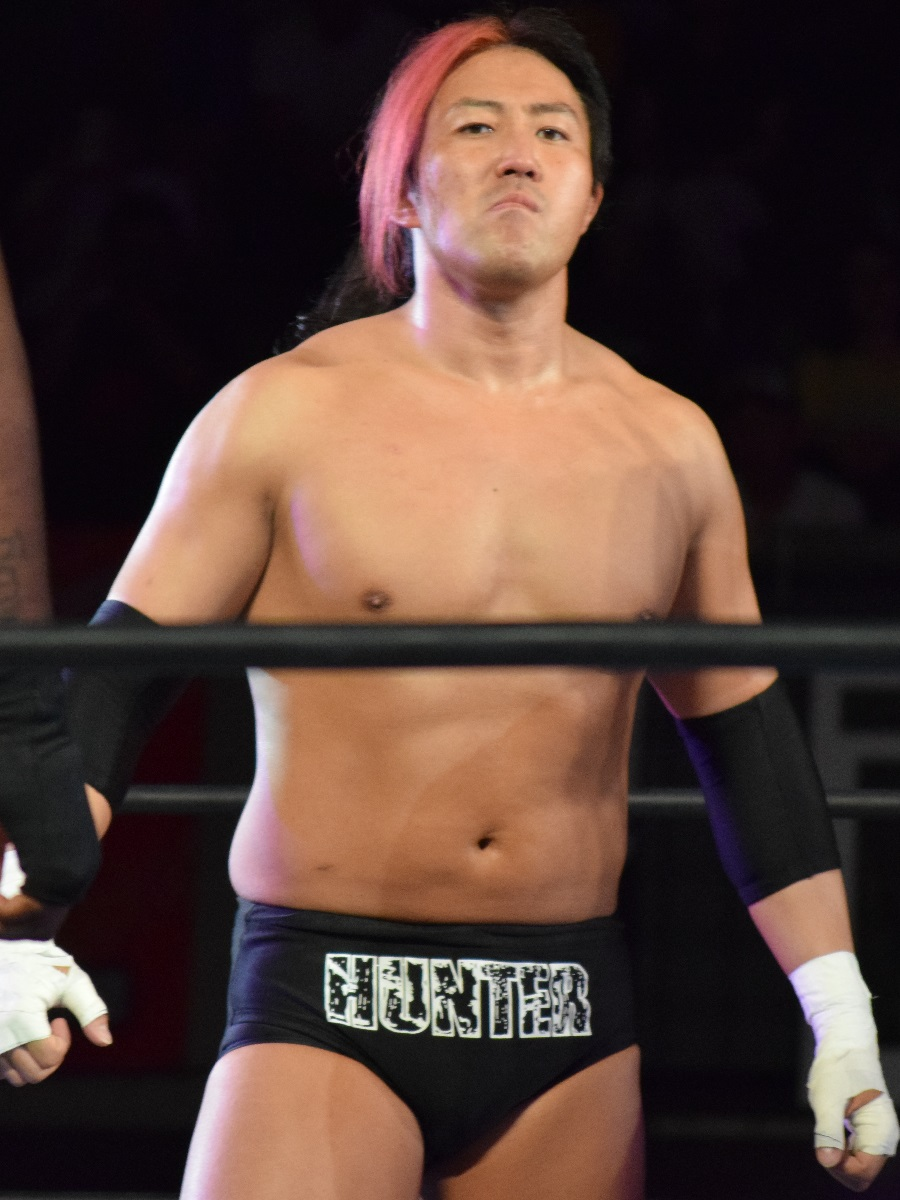

2016年1月4日、WRESTLE KINGDOM 10にて英語実況の解説として登場。翌5日のNEW YEAR DASH !!でも解説を担当した。3月22日、4月10日のINVASION ATTACK 2016にて行われるNEVER無差別級6人タッグ王座戦で復帰することが決定。4月10日、INVASION ATTACK 2016にて棚橋 & マイケル・エルガンと組んでNEVER無差別級6人タッグ王座を保持するThe Elite（ケニー・オメガ & マット・ジャクソン & ニック・ジャクソン）に挑戦。試合前よりオメガから首を攻めると、宣言された通り序盤から執拗なまでに首攻めを受けるがヨシタツもニールキックやミドルキックなどの蹴り技で抵抗し、最後にエルガンがニックを捕えてセカンドロープに登ると、棚橋とアシストとして雪崩式エルガンボムを決めて勝利。復帰戦ながらもベルトを奪取した。
2016年4月10日のINVASION ATTACK 2016のNEVER無差別級6人タッグ王座獲得後のインタビューで、ヨシタツはBULLET CLUBハンターとして活動する事を宣言してユニット「HUNTER CLUB」を結成する。キャプテン・ニュージャパンもHUNTER CLUBとして協力しているが、毎回、成果を出せていないキャプテンをヨシタツは協力者として認めていなかった。その後ヨシタツは、キャプテンのHUNTER CLUB入りの可否をTwitterでの投票で決めるとしていたが、その結果、ヨシタツは9月25日のDESTRUCTION in KOBEでHUNTER CLUBに加入させないと宣言した。この直後、ヨシタツはBULLET CLUBと結託したキャプテンに襲撃された。

#### 2017年
2017年1月4日、WRESTLE KINGDOM 11第0試合に出場。
4月14日、スタッフとしてタグチジャパンに加入することが田口監督のツイッターで発表された。しかし5月4日、ヨシタツは田口からツイッターにて戦力外を通告された。

### 全日本プロレス

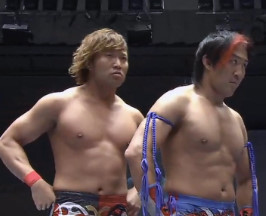
ヨシケンタッグ

2017年7月、新日本プロレススマホサイトで連載中の日記にて、ヨシタツが新日本との契約を終了し離脱したことを表明した。同年、ヨシタツの全日本プロレスの王道トーナメントへの参戦が発表された。同年11月9日、後楽園ホール大会でジョー・ドーリングの保持する三冠ヘビー級王座に挑戦するも敗退。さらに同年の世界最強タッグ決定リーグ戦に、宮原健斗とのコンビ「ヨシケン」で出場。以降、ヨシタツは宮原およびNEXTREAMのメンバーとタッグを組むことが多くなる。
2018年2月3日、横浜文化体育館大会にて諏訪魔&石川修司組が保持する世界タッグ王座に挑戦し勝利、第80代王者となるも同月25日の大阪府立体育会館第2競技場大会にてゼウス&ボディガー組に敗れ王座から転落した。同年6月18日にはヨシタツのかつての抗争相手である崔領二の持つアジアヘビー級王座に挑戦するにあたり、ヨシタツの抗争当時のリングネームでもある「山本尚史」で臨んだが、敗れた。
2019年2月19日、棚橋とタッグを組んで「ジャイアント馬場没20年追善興行〜王者の魂〜」のメインイベントに出場、宮原、大日本プロレスの関本大介組と対戦。
同年3月30日、ハワイのプロレス団体・UCE Wrestlingのアロハ・タワー・マーケットプレイス大会にて、コロナ・プレミア・インターコンチネンタル王座を戴冠。同年5月27日にヨシタツの地元・岐阜で開催された「ヨシタツ祭り〜ヨシタツ、じゅうろくプラザでデビュー16年記念大会〜」においてTAJIRIを破り、GAORA TV チャンピオンシップを獲得する。
2020年1月1日付で全日本プロレスに入団。同年8月1日、ヨシタツは自身のユニット「ヨシタツキングダム」建国を宣言、自らをGF（God Father）と名乗り、立花誠吾、岡田佑介、バリヤンアッキ、力が加入して勢力を拡大していく。一方でGAORA TV王座は9連続防衛を重ね、王座保持期間も秋山準の記録を100日以上上回る新記録を更新していた。2021年1月3日に葛西純との防衛戦で敗れ、王座から陥落した。
2023年12月31日。試合後、突如、当日付で全日本プロレスから退団する事を発表。マイクを通して「やりたいプロレスがここになくなってしまった」と理由を語った。

### DDTプロレス
2024年1月3日、DDTプロレスリング後楽園ホール大会のオープニングに社長の高木三四郎に呼び込まれて登場。この年からDDTに本格参戦を行うことが発表された。前年に大仁田厚とのアジアタッグ王者としてDDTのリングに数度参戦しており、「秋山さんと試合をして。自分が忘れかけていたものを思い出させてもらいました。新日本、WWE、全日本でやってきた中で見失いかけていたものをここで見つけたって感じでした」と理由を語っている。

### プロレスリング・ノア
2024年9月30日、プロレスリング・ノア新宿FACE大会のジャック・モリスvsアンソニー・グリーンvsLJ・クリアリーに怪覆面が乱入、試合を妨害するとモリスと結託。10月14日後楽園ホール大会、怪覆面がマスクを脱ぎ、ハーフ・ピエロペイントのヨシ・タツが正体を現し、TEAM 2000 X結成を宣言した。
12月19日、後楽園ホール大会にて当時GHCベビーウェイトチャンピオンの、清宮海斗とのシングルで戦い、敗北。
NOAHを席巻するヒールユニット、TEAM2000Xの黒幕&マネージャー(本人曰くguardian)として暗躍。

## 得意技
ヨシタツ幻想（ファンタジー）
フライング・ニールキック
現在のヨシタツのフィニッシャーのひとつ。スプリングボード式、スワンダイブ式で決めることもある。自身のブログで新名称を公募中であったものの、結局オフィスから使用の許可を得られなかった。
コードブレイカー・フロム・ジェリコ

## タイトル歴
全日本プロレス
- GAORA TV王座（第17代）
- 世界タッグ王座（第80代 w /宮原健斗）
- アジアタッグ王座（第115代 w /TAJIRI、第119代 w /大仁田厚）
- 全日本プロレスTV認定6人タッグ王座（第3代 w /立花誠吾 & カーベル伊藤、第4代 w /立花誠吾 & 植木嵩行）

新日本プロレス
- NEVER無差別級6人タッグ王座（第5代 w / 棚橋弘至 & マイケル・エルガン）

SCW（Southern Championship Wrestling）
- SCWフロリダヘビー級王座 : 1回
- SCW南部ヘビー級王座 : 1回

FIP（Full Impact Pro Wrestling）
- FIPフロリダヘリテイジ王座 : 1回

PWR（Pro Wrestling Riot）
- PWR王座 : 1回

UCE（Unify Championship Entertainment）
- コロナ・プレミア・インターコンチネンタル王座 : 1回

## 入場曲
新日本プロレス
- パワーホール

キャリア初期に使用。
- SANCTUARY
- WORLD FAMOUS

2014年の復帰後から使用。
FCW
- Tuff Stuff

WWE
- Jpop Drop(Christopher Branch, Tom Haines)

近年新しくレギュラー参戦するスーパースターでは珍しく、ジム・ジョンストンやCFO$などのWWE契約アーティストの作品ではない、プロダクションミュージックを使用していた。そのため、同一楽曲がテレビCMやゲームなど、プロレス以外のジャンルで使用されている。著名な例として、Ubiソフトから発売された『JUST DANCE 2018』（日本未発売）に『Funky Robot』というタイトルでリミックス曲が使用されているものがある。

## 人物・エピソード
- 2019年のインタビューでは「死んで地獄に落ちてもそこで楽しみを見つけられる」と語る前向きな人物であることを語った[1]。
- プロ野球では中日ドラゴンズのファンで、棚橋と一緒に2004年中日優勝の瞬間に試合観戦をしていた。
- FCW加入からしばらくの間、ヨシタツが新日本入門前にファンだったという平成維震軍のコスチュームを着用していた。着用に当たっては、当時のメンバーだった先輩の小林邦昭、後藤達俊らから許可を貰い、更に実際の当時コスチュームをオーダーした業者を紹介してもらったという。
- WWEでのリングネーム「YOSHI TATSU」を命名したのは、FCWでエージェント兼実況コメンテーターを務めているダスティ・ローデスである。
- これまでにも何人もの日本人選手が契約選手としてWWE（1軍）のリングに上がっているが、ディベロップメント（育成選手）契約からの昇格は初のケースとなった。
- ヨシタツ曰く、特異な出世をしておりWWEの選手の多くはWWEに来るまでにシングル王座を獲得しているか、OVWまたはDSWもしくはFCWで王座に絡んでいる（王座に就いている。）がいずれも満たしていない。WWE加入後初めて王座に挑戦した王座がECW王座である。
- ヨシタツは、現在WWEのトップに在籍しているレスラーの中でほぼ唯一コネクションを持っていない。にもかかわらずトライアウトを受けて合格し、ディベロップメント契約にサインし、さらにRAWやSmackDownのTVテーピングやPPVでほとんど試合をしていないうえ、WWEでの扱いも低いにもかかわらず、4年近くもトップに在籍し続けており、その点でも特異な存在である。
  - 2007年11月の海外遠征に関しては海外遠征の話自体はあったが、ヤングライオンの海外修行の先がWWEというのは前代未聞で、菅林に山本がその希望を明かしたら周囲は仰天し、最初は「あそこは修行の場ではない」と諭すしかなかった[1]。
- 在籍当時、WWEにおいて唯一の逆水平チョップの使い手であったが、WWEではチョップは禁じ手であるためレスラーやファンから疑問を呈される事が時々ある。リック・フレアーやリッキー・スティムボート、ショーン・マイケルズと言ったレスラーや関係者の多くからリスペクトされているレスラーの得意技なのが禁じ手の理由。
- NXTシーズン5でのタイソン・キッドとのスキットは、実際にミニ・ヨシを壊された事件が下敷きになっている。この際、ヨシタツがtwitterでこの事を書き立てたためにバックステージで問題となり、そのレスラーは解雇されてしまった。もっともそのレスラーの解雇は、ヨシタツ自身も望んではいなかった事であり、ヨシタツもその事にはショックを受けていた。
- 総合格闘家の所英男とは同郷ということもあり、学生時代からの友人でもある。
- ランシドのラーズ・フレデリクセンとは、新日本プロレス時代からお互いのバックステージを訪問し観戦・観賞し合うなど交流がある。（フレデリクセンも日本のプロレスを見るためだけに来日するほど大変なプロレスファンで、日米問わず関係者との交友関係は深い。）
- WWE在籍時の晩年には出場機会が激減し、ジョバーとしての役割が多かったものの2014年にはフィギュアが発売され、ムック本であるWWE encycropediaに表紙入りしている。NXTにおいてヨシタツが出場しない試合に「ヨシ・タツ！」チャントが起こるなど、ファンからは待望された存在であった。
- 海外遠征時代に自身と同じくデビアス・ジュニアの同居人であったプロレスラーの男からはレイシズムめいた嫌がらせを受けた。練習後30分以内にプロテインを飲まないと効率よく筋肉がつかないにもかかわらず、男は勝手にプロテインシェイカーを使用しては洗わずに放置することを繰り返し、練習後に早くプロテインを飲むことを妨害し続けた。ヨシタツが注意しても改善しないため、ヨシタツは堪忍袋の緒が切れて身長も体重も上回るその男をボコボコにしたという。男は、ヨシタツだけでなく他の誰にでも同じようなことをしていたのでレスラー仲間からは嫌われており、ヨシタツが実力行使に出たことは勇気ある行動として男のレスラー仲間達から称えられた[1]。

## テレビドラマ出演
- 99.9 -刑事専門弁護士- SEASON II（2018年1月28日、TBS）ヨシタツ役[35]

## 映画
- 99.9-刑事専門弁護士-THE MOVIE（2021年12月30日、松竹） - 本人 役

## 著書
- 『YOSHITATSU BY YOSHITATSU 「WORLD FAMOUS」と呼ばれた男』（2019年5月29日、徳間書店）ISBN 978-4-19-864872-5